# Kilijské rameno

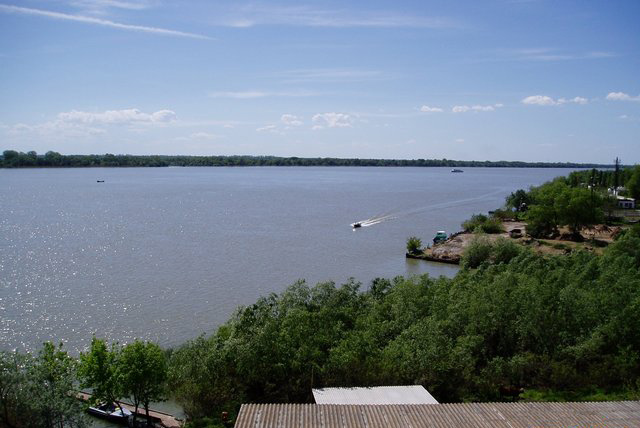
Kilijské rameno delty řeky Dunaje poblíž města Vylkove na Ukrajině

Kilijské rameno (rumunsky Brațul Chilia; ukrajinsky Кілійське гирло, Kilijske hyrlo) je nejsevernější ze třech hlavních ramen delty Dunaje (zbylá dvě jsou Sulinské rameno a Svatojiřské rameno). Odpojuje se od zbylé části Dunaje ještě nad Tulceou a teče obloukem do Černého moře, přičemž vymezuje hranici mezi Ukrajinou na severu a Rumunskem na jihu. Je dlouhé zhruba 111 kilometrů a je z ramen nejvodnější, teče jím totiž zhruba 60 % vody z Dunaje.
Kilijské rameno je pojmenováno po dnes ukrajinském městě Kilija, další významnější města na jeho ukrajinském břehu jsou Izmajil a Vylkove.